# Natamicina
La Natamicina también conocida como pimaricina, es un antifúngico producido por varias especies del género Streptomyces; S. natalensis, S. gilvosporeus, S. lydicus y S. chattanoogensis. La primera especie aislada productora del antimicrobiano fue S. natalensis en 1955, en la provincia de Natal, en Sudáfrica.
Este metabolito secundario lleva utilizándose desde 1967 en la industria alimentaria como agente conservante para prevenir la contaminación por mohos y hongos en ciertos alimentos. Se utilizó en primer lugar como tratamiento externo en los quesos para prevenir dicha contaminación, y tras ello, la aplicación de la natamicina como bioconservante se ha ido diversificando en diferentes países. Está incluido en el listado de aditivos de la UE con el número E-235.
Su uso también está orientado a terapias contra infecciones producidas por hongos en piel y mucosas a través de la aplicación directa sobre la zona infectada. Está recogido en la clasificación ATC con varios códigos: A01AB10, A07AA03, D01AA02, G01AA02 y S01AA10.
El empleo de la pimaricina es una notoria excepción dentro del uso de los antibióticos, ya que por regla general la adición de antibióticos en los alimentos o el uso de cepas resistentes a ellos está terminantemente prohibida.

## Biosíntesis
La natamicina es sintetizada en las especies de Streptomyces mencionadas anteriormente debido a la acción de las policétido sintasas de tipo I. Éstas son unas enzimas modulares que contienen diferentes dominios que catalizan para una función específica y van permitir la formación y modificación de la molécula que se está formando.
De esta manera, la molécula de natamicina se va a formar por unión de cadenas de carbono de pequeños precursores de acilo, y al ir uniéndose a la molécula principal van a ir sufriendo diferentes modificaciones por los módulos de la policétido sintasa de tipo I hasta formar la molécula final.

## Modo de acción
La molécula de natamicina actúa uniéndose a los esteroles presentes en la membrana lipídica de las células de los hongos, una vez es secretada al exterior por Streptomyces. Esta unión irreversible al ergosterol provoca que quede embebido en el núcleo hidrofóbico de la membrana; entre las dos capas de lípidos, produciendo una fragmentación de ésta. Además, indirectamente perjudica las funciones de la célula en la que participa la molécula de ergosterol, como son: endocitosis y exocitosis, fusión de vacuolas, morfogénesis, y transporte de glucosa y aminoácidos a lo largo de la membrana. Todo esto causa un mal funcionamiento y rotura de la membrana, provocando la muerte celular.
Anteriormente se creía que actuaba formando poros en la membrana, causando la muerte celular por permeabilización.